# Idioctis helva
Idioctis helva is een spinnensoort uit de familie Barychelidae. De soort komt voor in Fiji.